# Luchthaven Jacmel
De Luchthaven Jacmel (Frans: Aéroport de Jacmel) is qua passagiersaantal de zesde luchthaven van Haïti, gelegen bij de stad Jacmel aan de zuidkust van het land. Hij wordt vooral gebruikt voor binnenlandse vluchten naar Port-au-Prince.

## Aardbeving Haïti
Na de aardbeving werd de kleine luchthaven van Jacmel onder de controle van het Canadese leger geplaatst, die proberen om de luchthaven gebruiksklaar te maken voor de toevoer van hulpgoederen uit het buitenland.

## Luchtvaartmaatschappijen en bestemmingen
- Caribintair - Port-au-Prince
- Sunrise Airways - Port-au-Prince
- Tortug' Air - Port-au-Prince